# ハイドサイン
ハイドサイン株式会社（HIDESIGN Corporation）は、東京都中央区日本橋浜町にオフィスを構える企業ユニフォームのデザイン会社。
2005年（平成17年）に吉井秀雄が創業した。

## 概要
企業ユニフォームのデザイン・コンサルティングを中心に事業展開をおこなっている。
デザイン・パターン・サンプル縫製設備を有するオフィスを日本橋浜町に構える。
企業理念は「デザインで社会と企業文化に貢献する」。
Rakuten Fashion Week TOKYO 2022のランウェイにてBtoC向けコレクションを発表。

## 加盟団体
- 公益社団法人 日本保安用品協会（理事）
- 一般社団法人 日本高視認性安全服研究所（代表理事）
- 一般社団法人 日本防護服協議会・日本色彩学会

## 沿革
- 2005年（平成17年） - 設立
- 2022年（令和04年） - BtoCブランドHIDESIGN 設立 [6][7][8][9]